# Aeronautes
Aeronautes is een geslacht van vogels uit de familie gierzwaluwen (Apodidae).

## Soorten
Het geslacht kent de volgende soorten:
- Aeronautes andecolus  – Andesgierzwaluw
- Aeronautes montivagus  – Kleine andesgierzwaluw
- Aeronautes saxatalis  – Bonte gierzwaluw